# Barbara Morgan (photographe)
Pour les articles homonymes, voir Barbara Morgan et Morgan.
Barbara Morgan, née Brooks Johnson à Buffalo dans l'Etat du Kansas le 8 juillet 1900 et morte le 17 août 1992 à Tarrytown dans l'Etat de New York est une photographe américaine connue pour son travail autour du thème de la danse moderne. Elle a cofondé en 1952 la revue photographique Aperture. 

## Biographie

### Jeunesse et formation
Barbara Morgan est élevée dans une ferme à Pomona dans l'Etat de la Californie. Très tôt dès ses 5 ans, elle dit qu'elle sera une artiste. 
Après ses études secondaires elle suit des cours de beaux arts à l'université de Californie à Los Angeles d'où elle sort diplômée en 1923.

### Carrière
Elle enseigne les beaux arts à la San Fernando High School (en) de Pacoima
En 1925, elle épouse le photographe et écrivain Willard D. Morgan (en). 
Cette même année de 1925, elle commence à enseigner à l'université de Californie à Los Angeles pendant une durée de 5 ans. 
Pendant les congés d'été, Barbara Morgan et Willard Morgan voyagent à travers l'Arizona et le Nouveau Mexique où il découvre la culture des amérindiens. 
Elle s'installe en 1930 à New-York avec son mari . Représentant pour l'entreprise Leica, ce dernier l'initie à l'art photographique. Le couple développe ses clichés dans la salle de bains de leur appartement new-yorkais. Barbara Morgan délaisse alors la peinture pour se consacrer entièrement à la photographie. Elle rencontre László Moholy-Nagy qui l'encourage à pratiquer le photomontage.  
Barbara Morgan obtient une reconnaissance par ses portraits de danseurs et de chorégraphes. Elle découvre en 1935 la danseuse Martha Graham, avec qui elle collabore jusque dans les années 1940, dont la publication du livre Martha Graham : sixteen dances in photographs en 1941 en est l'exemple. Les poses et les gestes de danse sont reconstitués « devant l'appareil photo afin de cristalliser l'essence de chaque mouvement ». 
En 1952, elle fonde aux-côtés de Dorothea Lange, de Minor White, d'Ansel Adams et de Beaumont et Nancy Newhall la revue photographique Aperture. 
Elle bénéficie de son vivant d'une véritable reconnaissance, et se trouve exposée à de multiples reprises au Museum of Modern Art de New York. 